# West (Utrecht)

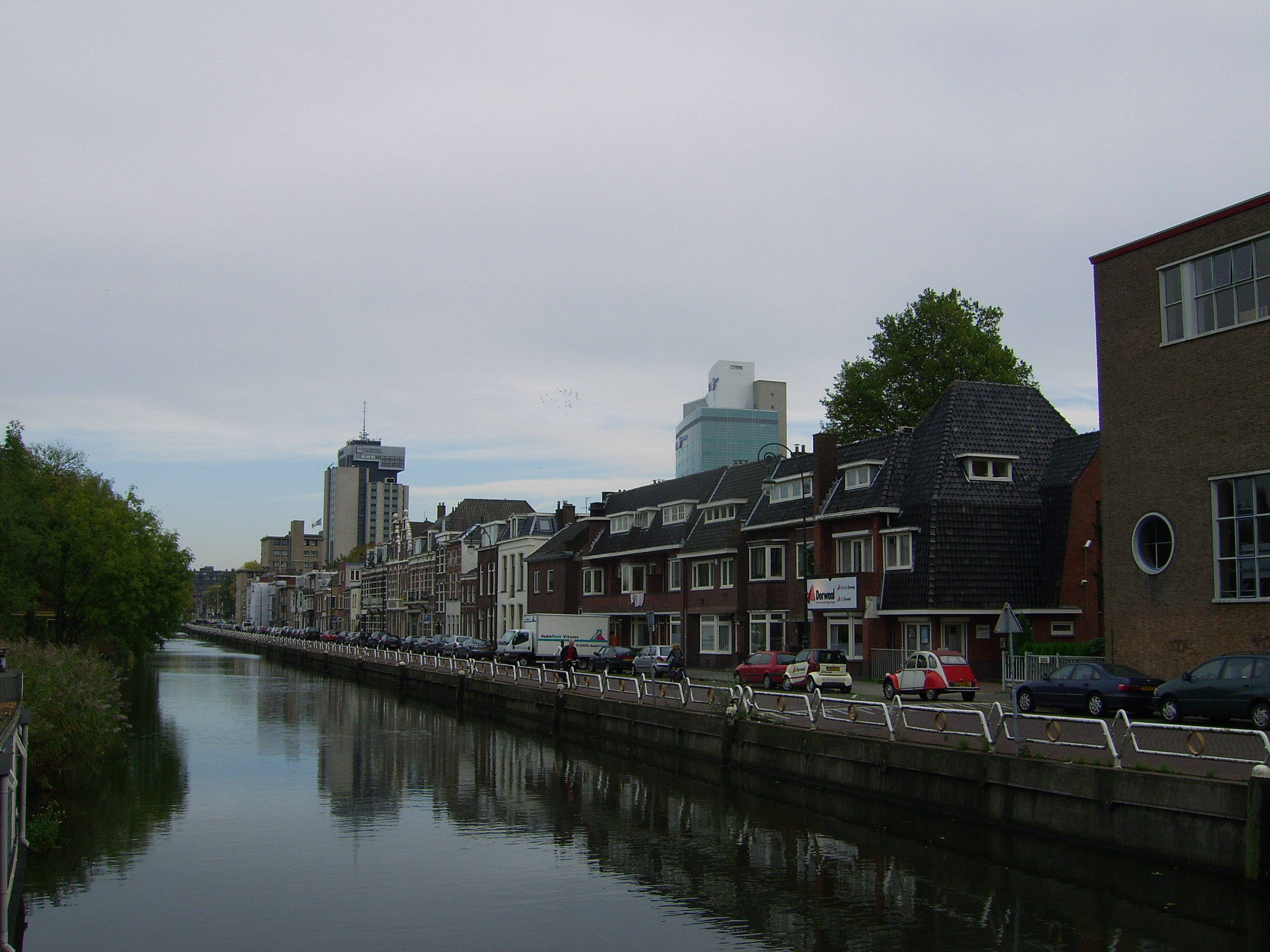
De Leidseweg aan de Leidse Rijn in de wijk Lombok

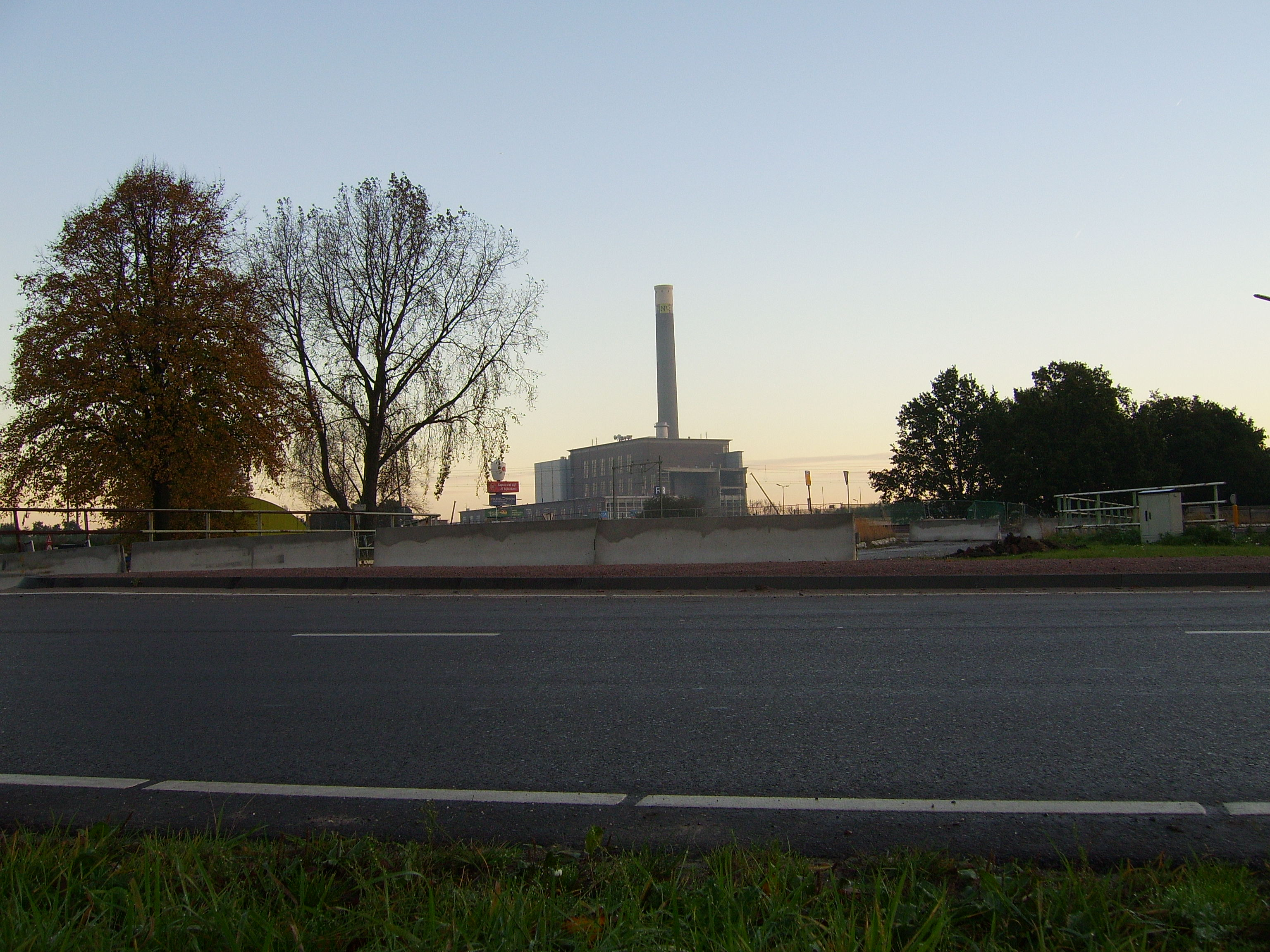
De energiecentrale op Lage Weide

West is een van de tien stadsdelen (volgens de gemeentelijke indeling: wijken) van de gemeente Utrecht. Het stadsdeel heeft 29.458 inwoners (2025). Onder andere de wijk Lombok, het Rijksmuntgebouw, Park Oog in Al en bedrijventerrein Lage Weide liggen in West.

## Ligging
West wordt begrensd door:
- de gemeentegrens met Stichtse Vecht, het Amsterdam-Rijnkanaal en de spoorlijn Amsterdam - Elten in het noorden
- de westelijke ingang van de Leidseveertunnel en het zuidelijke deel van het Westplein in het oosten
- de Graadt van Roggenweg, de Weg der Verenigde Naties en de Dominee Martin Luther Kinglaan in het zuiden
- het Amsterdam-Rijnkanaal, de spoorlijn Utrecht - Rotterdam en de A2 in het westen

## Wijken en buurten
Onder meer de volgende wijken en buurten maken deel uit van West:
- Lombok
- Nieuw Engeland
- Oog in Al
- Welgelegen
- Schepenbuurt
- Cartesiusdriehoek
- Werkspoorkwartier
- Lage Weide

### Gemeentelijke indeling
Volgens de gemeentelijke indeling bestaat Noordoost uit de volgende subwijken en buurten:
- Lombok, Leidseweg
  - Lombok-Oost
  - Lombok-West
  - Leidseweg en omgeving
  - Laan van Nieuw-Guinea, Spinozaweg en omgeving
- Oog in Al, Welgelegen
  - Oog in Al
  - Welgelegen, Den Hommel
  - Halve Maan-Noord
  - Halve Maan-Zuid
- Nieuw Engeland, Schepenbuurt
  - Nieuw Engeland, Thomas A. Kempisplantsoen en omgeving
  - Schepenbuurt, Cartesiusweg en omgeving
  - Bedrijvengebied Lage Weide

## Bezienswaardigheden
In West vindt je onder meer de volgende bezienswaardigheden:
- Rijksmuntgebouw
- Park Oog in Al
- Werkspoorkathedraal